# ルドヴィク・クシヴィツキ
ルドヴィク・ヨアヒム・フランチシェク・クシヴィツキ（ポーランド語: Ludwik Joachim Franciszek Krzywicki、1859年8月21日 - 1941年6月10日）はポーランドの社会学者、社会活動家、マルクス主義者、経済学者、教育学者、政治家である。ポーランド社会学の先駆者とされている。
偽名として、K・R・ジヴィツキ（K. R. Żywicki）やJ・F・ヴォルスキ（J. F. Wolski）を使った。

## 生涯
1859年8月21日、クシヴィツキはプウォツクの貧しい地主の家に生まれた。1868年、父を亡くし、祖父であるフランチシェク・クサヴェルィ・イヴァニツキが代わりに育てることとなる。実証主義の影響を強く受けており、高校在学中、学校雑誌『ユトシェンカ』で始めての執筆活動をするとともに、オーギュスト・コントの『実証哲学講義』の翻訳にも取り組んだ。
1878年、クシヴィツキはワルシャワ帝国大学（現在のワルシャワ大学）の数学・物理学部に進学し、1882年からは医学も学んだ。クルシニシュチコフと呼ばれる青年社会主義団体と行動を共にした。この団体では、スタニスワフ・クルシニスキやブロニスワフ・ビアウォブウォツキがカール・マルクス著『資本論』のポーランド語版翻訳・編集作業を主導していた。クシヴィツキはこの団体内で頭角を現し、マルクスやフリードリヒ・エンゲルスと文通をして、翻訳作業を進めた。また、『週刊批評』にてボレスワフ・プルスが提唱した有機的労働を批判した。1883年4月17日、クシヴィツキはカジミェシュ宮殿前で行われた違法デモで演説を行った。これが原因となり、国外追放となる。
クシヴィツキはクラクフへ密入国し、医学を学んだ。その後アレクサンドル3世の恩赦を受け一時帰国するが、弾圧を避けるために亡命を決意する。そうしてライプツィヒに移住する。ライプツィヒでは、『資本論』の初めてのポーランド語訳を出版した。ヴィルヘルム・ヴントの下で心理学を学び、また経済学も学んだ。エンゲルスの著書『家族・私有財産・国家の起源』の翻訳に関して文通を交わし、『文明の起源』という題で1885年に出版した。家宅捜索を受けたことを契機にチューリッヒに移住する。
チューリッヒではカール・カウツキー、エドゥアルト・ベルンシュタイン、アウグスト・ベーベル、ヴィルヘルム・リープクネヒトなどの各国の社会主義亡命者と関係を持つ。プロレタリア党の活動や、ロシア帝国の反政府組織である人民の意志の活動に参加した。
1885年、クシヴィツキはパリに移住する。パリでは雑誌『夜明け』の編集をする傍ら、パリ人類学部で人類学、考古学、民族学を学んだ。
その後リヴィウに移住する。1886年、チューリッヒで知り合った、人民の意志に属していた医学生で、政治亡命中のレイチェレ・ルドヴィケ・フェルドベルグと結婚する。1897年、二人の間には息子イェジが生まれ、後に弁護士となる。イェジはフェミニストであるイレナ・クシヴィツカと結婚し、物理学者で数学者であるアンジェイ・クシヴィツキの父である。
1886年秋、ロシア領ポーランド王国に戻る。プウォツクに2年滞在した後、1888年にワルシャワに移住する。1891年、ベルリンに移住した後、1893年、『人々』（Ludy）を出版する。同年、数千人のポーランド人移民とともにアメリカ合衆国に渡る。1902年から1905年の間、クシヴィツキは社会・政治・文化週刊誌「オグニヴォ」の共同創刊者兼編集者であった。また、1909年から1913年にかけて、ポーランド文化協会の活動家であった。1888年からはワルシャワの飛行大学で教鞭を執った。クシヴィツキはワルシャワ城塞第10パビリオンに二回投獄された。一回目の1899年から1900年にかけては「無料図書館の組織」が理由で、二回目の1905年には革命に参加したことが理由とされた。
1905年から1918年まで科学講座協会の会員であり、1905年12月28日から1907年6月26日までは科学講座協会の理事会の会員でもあった。クシヴィツキは自然科学の講師として、（1）社会学（社会発展の要因）、（2）社会科学の発展、（3）結婚と家族の歴史、（4）経済理論、（5）18～19世紀のポーランド文化、（6）ポーランド史入門、（7）先史ポーランド、などの講義を行った。1906年から1918年にかけては、TKN人文科学の講師としてポーランドの文化史と経済学の講義も行った。1914年から1916年にかけて、クシヴィツキはポーランド教員組合の会長を務めた。クシヴィツキは人民大学協会の共同創設者であった。
クシヴィツキは臨時国務院内務局評議会の職員であった。
1918年にポーランドが独立を回復した後、クシヴィツキは1919年に科学講座協会が改組されて誕生した自由ポーランド大学で社会学の講義を行った。1921年、社会経済研究所を立ち上げた。1921年、社会制度史学科がワルシャワ大学に設立され、退職する1936年まで学科長を務めた。科学分野での功績が認められ、1928年にポーランド芸術アカデミーの通信会員となり、1932年にワルシャワ科学協会の正会員となった。 また、1931年にポズナンで開催されたポーランド社会学会の組織会議で、彼は満場一致で会長に選出されるなど、20以上の機関・団体の会員であった。
1940年、カウナス大学は彼に名誉博士号を授与し、20世紀の初めからクシヴィツキが行ってきたリトアニアの丘陵要塞に関する研究に感謝の意を表した。このテーマに関する彼の著作の多くはリトアニア語にも翻訳されている。
1941年6月10日、クシヴィツキはワルシャワで心臓発作で亡くなった。彼は首都のアウグスブルク福音派墓地に埋葬された。